# لسیا یوکراینکا
لاریسا پترونا کسخ-کویتکا (به اوکراینی: Лариса Петрівна Косач-Квітка؛ ۲۵ فوریه ۱۸۷۱–۱۹ ژوئیه ۱۹۱۳) که بیشتر با نام مستعار ادبی لسیا یوکراینکا (به اوکراینی: Леся Українка) شناخته می‌شود یک شاعر، نویسنده و مترجم اهل اوکراین بود. او شناخته شده‌ترین و مهم‌ترین نویسنده زن در ادبیات اوکراین است. او همچنین یک کنشگر سیاسی و مدنی و فمینیست بود.

## زندگی‌نامه

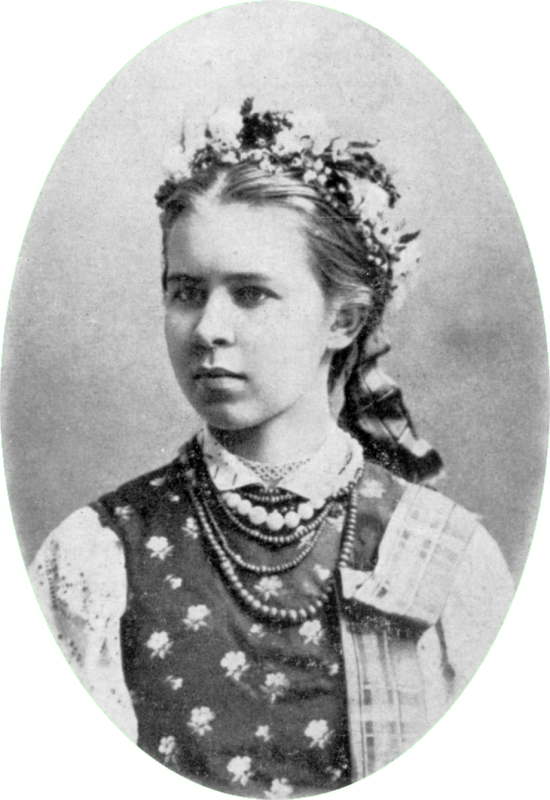
لاریسا کوساچ در سال‌های نوجوانی

لسیا اوکراینکا در سال ۱۸۷۱ در شهر نووگراد-ولینسکی (زویاگل کنونی) اوکراین چشم به جهان گشود. او دومین فرزند نویسنده و ناشر اوکراینی اولها درهومانوا-کوساچ بود که اغلب با اسم مستعار ادبی خود اولنا پچیلکا نام برده می‌شود. پدر اوکراینکا پترو کوساچ (از خانواده اشرافی کوساچا)، رئیس مجلس منطقه سازگاران بود که از قسمت شمالی استان چرنیهیو آمده بود. کوساچ بعد از اتمام دبیرستان در ورزشگاه چرنیهیو در رشته ریاضیات در دانشگاه پترزبورگ تحصیل نمود. ۲ سال بعد، پدرش به دانشگاه کیف مهاجرت کرد و با مدرک حقوق فارغ‌التحصیل گردید. در سال ۱۸۶۸ با اولها درهومانیف که خواهر دوستش میخایلو دراهومانوف دانشمند، مورخ، فیلسوف، فولکلورشناس و چهره عمومی مشهور اوکراینی بود، ازدواج کرد. پدرش وقف پیشرفت فرهنگ اوکراین بود و از سرمایه‌گذاری‌های انتشاراتی اوکراین حمایت مالی می‌کرد. لسیا اوکراینکا سه خواهر کوچکتر به نام‌های اولگا کوساچ-کریوینیک، اوکسانا و ایزیدور و یک برادر کوچکتر به اسم میکولا داشت. اوکراینکا با عمویش دراهومانوف، مربی معنوی و معلمش، و همچنین برادرش میخایلو، که با نام مستعار میخایلو اوباچینی نام برده می‌شد، بسیار نزدیک بود و او را به اسم مستعار مشترک پدر و مادرشان برای هر دوی آنان «میشولوسی» نامید.
لسیا ویژگی‌های بدنی، چشم‌ها، قد و هیکل پدرش را به میراث برده‌است. او همانند پدرش بسیار بنیادگرا بود و هر دو به آبروی فرد احترام بسیاری قائل بودند. با اینکه تشابهات بسیار، لسیا و پدرش از این نظر گوناگون بودند که پدرش استعدادی برای ریاضیات داشت، ولی هیچ هدیه برای زبان‌ها نداشت. برعکس، لسیا هیچ استعدادی برای ریاضیات نداشت، ولی او زبان‌های انگلیسی، آلمانی، فرانسه، ایتالیایی، یونانی، لاتین، لهستانی، روسی، بلغاری، و زبان اوکراینی را می‌دانست.
مادر لیا که یک شاعر بود، به زبان اوکراینی برای کودکان شعر و داستان رقیمه می‌نمود. او همچنین در جنبش زنان انفعال بود و یک سالنامه فمینیستی انتشار نمود. مادر اوکراینکا نقش اصلی در تربیت او داشت. زبان اوکراینی تنها زبانی بود که در خانه مورد استفاده قرار می‌گرفت، و برای اجرای این کار، کودکان از جانب معلمان اوکراینی در خانه آموزش می‌گرفتند تا از مدارسی که روسی را تحت عنوان زبان ابتدایی تعلیم می‌دادند اجتناب نمایند. اوکراینکا خواندن را در ۴ سالگی یادگرفت و او و برادرش میخایلو می‌توانستند زبان‌های خارجی را آنقدر خوب بخوانند که ادبیات را در اصل بخوانند.
در ۸ سالگی، اوکراینکا نخستین شعرش را به اسم «امید» نوشت که در واکنش به دستگیری و تبعید عمه اش، اولنا پچیلکا به دلیل شرکت کردن در یک جنبش سیاسی برضد استبداد تزاری. در سال ۱۸۷۹، کل خانواده او به لوتسک مهاجرت کردند. در همان سال پدرش شروع به آماده کردن خانه برای خانواده در روستای مجاور کولودیاژنه کرد. در این هنگام بود که عمویش، میخایلو دراهومانوف، او را تشویق نمود که ترانه‌های عامیانه، داستان‌های عوام وار و تاریخ اوکراین را مطالعه نماید و همچنین کتاب مقدس را برای شعرهای الهام‌بخش و دستمایه‌های جاودانه‌اش مطالعه نماید. او همچنین تحت تأثیر آهنگساز معروف میکولا لیسنکو و همچنین نمایشنامه نویس و شاعر مشهور اوکراینی میخایلو استاریتسکی واقع شد.
در ۱۳ سالگی، نخستین شعر انتشار پیدا کرده او، «زنبق دره» در مجله «زوریا» در لویو دیده شد. در اینجا بود که او برای نخستین بار از اسم مستعار خود استفاده نمود که از جانب مادرش توصیه پیدا کرده بود چون در امپراتوری روسیه منتشر کردن به زبان اوکراینی ممنوع بود. نخستین مجموعه شعر اوکراینکا باید پنهانی در قسمت غرب اوکراین انتشار پیدا می‌کرد و با اسم مستعار او به کیف می‌رفت. در این زمان، اوکراینکا به خوبی در راه پیانیست شدن بود، اما به دلیل سل استخوان، او در هیچ مؤسسه آموزشی خارجی شرکت نکرد. نوشتن قرار بود محور اصلی زندگی او باشد.
از آغاز دهه ۹۰، این شاعر با ناحیه پولتاوا ارتباط برقرار کرده‌است. از تابستان ۱۸۹۳ تا روزهای میانی سال ۱۹۰۶، لسیا تقریباً هر تابستان در هادیاچ و نزدیک شهر، در گرین گروو مشغول زندگی بود. نگارش متعددی از آثار با این مکان مشخص شده‌است. به اختصاص، افسانه «رابرت بروس، پادشاه اسکاتلند» در اینجا رقیمه گردیده شده. در اینجا بود که لسیا با معلم ای.اس. ماکاروا دوست شد، که بعدها با او نامه نویسی می‌کرد، دومی خاطره‌هایی از شاعره به یادگار گذاشت.
شعرها و نمایشنامه‌های اوکراینکا با اعتقاد او به آزادی و استقلال کشورش مربوط می‌باشد. میان سال‌های ۱۸۹۵ و ۱۸۹۷، او به عضویت انجمن ادبی و هنری کیف درآمد که در سال ۱۹۰۵ به علت روابطش با انفعال‌های انقلابی ممنوع گردید. در سال ۱۸۸۸، وقتی که اوکراینکا ۱۷ ساله بود، او و برادرش حلقه‌ای ادبی به اسم پلیادا به زبان انگلیسی (Pleiades) ایجاد کردند که برای تداول پیشرفت ادبیات اوکراینی و ترجمه کلاسیک‌های خارجی به اوکراینی پایه‌گذاری شد. این نهاد مبتنی بر مکتب شعری فرانسوی، پلیاد بود. همایش آنان در خانه‌های گوناگون برگزار گردید و میکولا لیسنکو، پترو کوساچ، کوستیانتین میخالچوک، میخایلو استاریتسکی و دیگران به آنان اضافه شدند. یکی از آثاری که آنان ترجمه نمودند، همچون «نیکلای گوگول «عصرها در مزرعه نزدیک دیکانکا» بود.
تاراس شوچنکو و ایوان فرانکو هدایت کننده مهم اشعار نخستین او بودند که با تنهایی، اعتکاف اجتماعی شاعر و ستایش آزادی ملت اوکراین همراه بود. نخستین مجموعه شعر او، ("بر بال‌های آوازها") در سال ۱۸۹۳ انتشار پیدا کرد. از آنجایی که انتشارات اوکراینی از جانب امپراتوری روسیه ممنوع گردید، این کتاب در اوکراین غربی، که در آن زمان قسمتی از اتریش-مجارستان بود و به شکل قاچاق به کیف رفت.
بیماری اوکراینکا باعث شد که او مجبور شود به محل‌هایی که آب و هوا خشک بود سفر نماید و در نتیجه مدت بسیاری را در آلمان، اتریش، ایتالیا، بلغارستان، کریمه ،قفقاز و مصر طی نمود. او علاقه داشت فرهنگ‌های نظیر را تجربه نماید، که در بسیاری از آثار ادبی او مشهود بود، همچون «تاریخ باستانی اقوام شرقی» که در اصل برای خواهر و برادرهای کوچکترش رقیمه گردیده بود. این کتاب در لویو انتشار پیدا کرد و ایوان فرانکو در انتشار آن مشارکت داشت. این شامل اشعار نخستین او، همچون «۷ تار»، «آسمان پر ستاره»، «اشک مروارید»، «سفر به دریا»، «خاطره‌های کریمه» و «در دایره کودک‌ها» بود.
اوکراینکا همچنین شعرهای حماسی، نمایشنامه‌های منثور، نثر، چندین مقاله نقد ادبی و چندین مقاله اجتماعی-سیاسی نوشت. وی اغلب به دلیل نمایشنامه‌های «بویارنیا» (۱۹۱۴؛ «زن نجبا»)، یک سوگواره روان‌شناختی با مرکزیت خانواده اوکراینی در قرن ۱۷ ام مشهور شد. که بی واسطه به تاریخ اوکراین اشاره دارد، و «آهنگ جنگل» یا به عبارتی دیگر (۱۹۱۲؛ «آواز جنگل»)، که شخصیت‌های آن شامل موجودهای استوره ای از فولکلور اوکراینی می یاشد.
در سال ۱۸۹۷، هنگامی که اوکراینکا در یالتا تحت درمان بود، سرهی مرژینسکی، یکی از مقام‌های مینسک را ملاقات نمود که او نیز برای سل تحت درمان بود. هردوی آنان عاشق یکدیگر شدند و احساس‌های او نسبت به مرژینسکی باعث گردید که او جنبه نظیری از خود را نمایان کند. همانند اینکه می‌توان به «نامه‌های تو همیشه بوی گل‌های رز دلتنگ»، «برای رها نمودن همه چیز و پرواز به سمت تو» و «دوست دارم مثل پیچک دور تو بچرخم» که در زمان زندگی او انشار پیدا نکرده بودند، اشاره کرد. مرژینسکی در تاریخ ۳ مارس ۱۹۰۱ به همراه اوکراینکا در کنار بالین او فوت کرد. او مجموع شعر دراماتیک "اودرژیما" ("تسخیر شدگان") را در یک شب در تشک مرگش نوشت.
لسیا اوکراینکا سخت کوشانه با تزاریسم روسیه مخالف بود و عضو سازمان‌های مارکسیست اوکراین بود. او در سال ۱۹۰۲ مانیفست کمونیست را به اوکراینی ترجمه نمود. او برای مدت اندکی در سال ۱۹۰۷ از جانب پلیس تزار دستگیر شد و بعد از دستگیری تحت نظر بود.
در سال ۱۹۰۷، لسیا اوکراینکا با کلیمنت کویتکا، یک کارمند دربار، که یک اقوم‌شناس آماتور و موسیقی‌شناس بود، ازدواج نمود. آنان ابتدا در کریمه ماندگار شدند، بعدها به گرجستان مهاجرت نمودند.
اوکراینکا در تاریخ ۱ اوت ۱۹۱۳ در یک آسایشگاه درمانی در سورامی، گرجستان درگذشت.

## میراث
در اوکراین و بسیاری دیگر از مناطق شوروی سابق، بسیاری از بناهای تاریخی به یاد لسیا یوکراینکا نامگذاری شده‌اند. به خصوص در کیف بنای اصلی تاریخی شهر و بنای کوچکتر تاریخی در پارک مارینسکی در کنار کاخ مارینسکی نام او را دربردارند. افزون بر این تئاتر اصلی کیف به نام اوست.
در سراسر کانادا و ایالات متحده در جوامع و آثار محلی اوکراینی‌های مقیم خارج کشور یادبود او وجود دارد و بنای تاریخی مهم و ویژه‌ای در محوطه دانشگاه ساسکاچوان در ساسکاتون بنام اوست؛ و نیز مجسمه نیم تنه‌ای از یوکراینکا در سویوزیوکا در ایالت نیویورک موجود است.
همچنین یک مجسمه نیم‌تنه از او در قره داغ ریون در آذربایجان وجود دارد.
در سال ۲۰۱۶ گوگل ۱۴۵مین سالگرد تولد لسیا یوکراینکا را با تغییر گوگل دودل گرامی داشت.

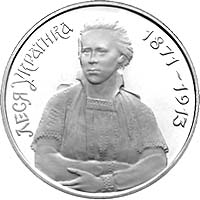
تصویر لسیا یوکراینکا بر روی سکه اوکراین
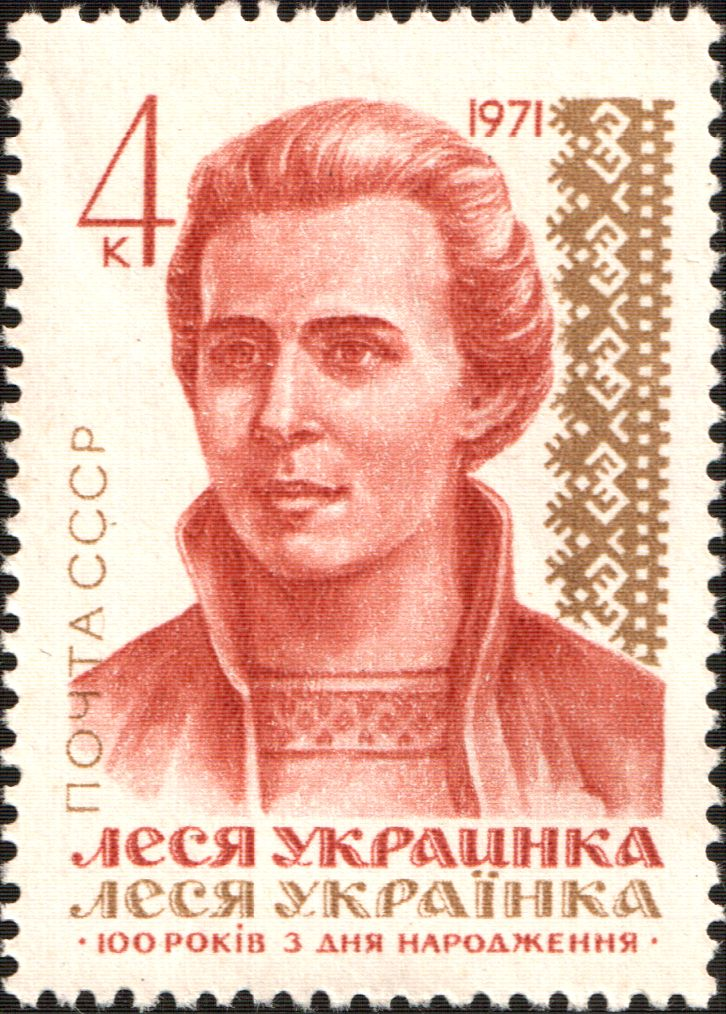
تمبر چهار کپکی اتحاد جماهیر شوروی در بزرگداشت ۱۰۰مین سالگرد تولد لسیا یوکراینکا
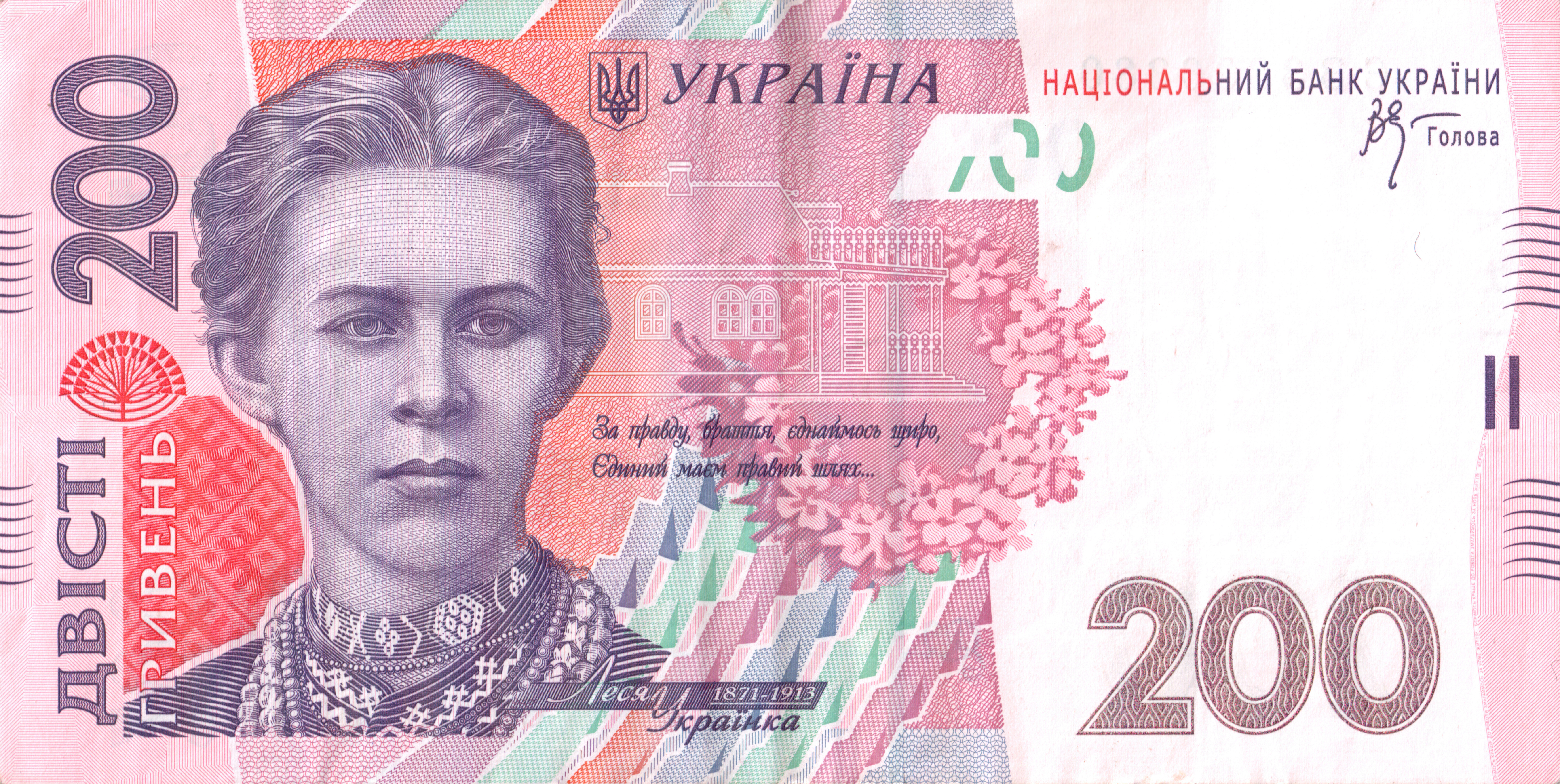
پرتره لسیا یوکراینکا بر روی اسکناس سال ۲۰۰۷
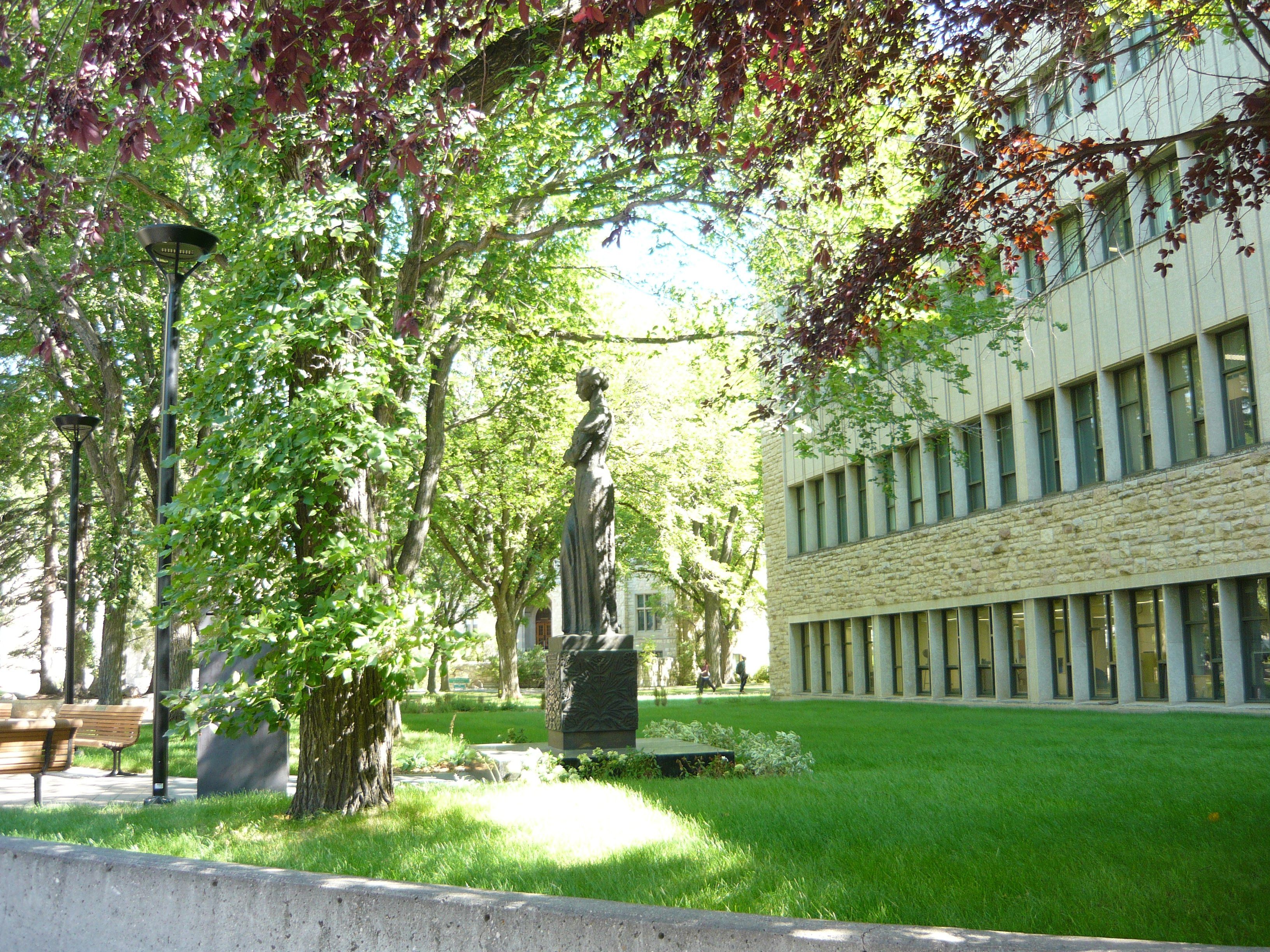
مجسمه لسیا یوکراینکا در دانشگاه ساسکاچوان کانادا
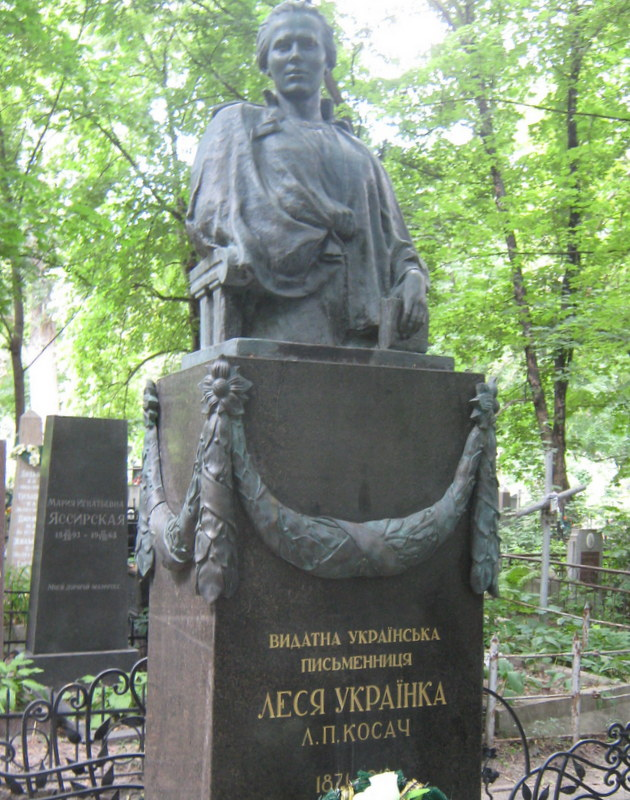
محل دفن و بنای تاریخی لسیا یوکراینکا در گورستان بایکف در کیف